# Tariq Ahmed Al-Amri
Tariq Ahmed Al-Amri, född 23 december 1990, är en saudisk långdistanslöpare.
Al-Amri tävlade för Saudiarabien vid olympiska sommarspelen 2016 i Rio de Janeiro, där han blev utslagen i försöksheatet på 5 000 meter.